# 玉帶黛眼蝶
玉帶黛眼蝶也稱白帶黑蔭蝶、白帶黛蝶、玉帶黑蔭蝶，是黛眼蝶屬中的一種蝴蝶。

## 描述
本種為中型眼蝶，無明顯雌雄二型性，雌雄外觀相似。
體背暗褐，腹面灰褐。頭部與觸角黑褐色，觸角具乳白紋，末端裸露。複眼密生毛，後緣白色；口器褐色；下唇鬚黑褐色，具乳白條紋。胸部與足多為褐色，雄蝶前足白色帶褐紋、密毛、刷狀，跗節退化，具刺；雌蝶前足正常、具刺、毛較疏。
前翅長25-31 mm，外型近三角形，後翅扇形，兩翅外緣略呈波狀。翅背面黑褐色，前翅中央具明顯斜白帶，前後翅外緣有黃褐或灰白色細線，後翅較明顯。翅腹面棕褐色，前翅M1與M2室末端各具一枚眼紋，後翅外側有六枚眼紋，弧形排列，均鑲紫色光澤環圈。亞外緣有乳黃色帶紋，邊緣帶紫色光澤；前翅中室具紫色短線，後翅中央有兩道紫色金屬光澤線紋。緣毛為褐白相間。

## 分布
本種分布於中國華東、華南、華西、阿薩姆邦、中南半島、喜馬拉雅與台灣。台灣地區於本島中低海拔地區可見
。

## 生態習性
本種幼蟲以禾本科散穗弓果黍為食，一年多世代，成蝶主要於春至秋季活動，飛翔速度不快。

## 資料來源
1. 1 2  徐堉峰，梁家源，黃智偉，沈宗諭. . 農業部林業及自然保育署. 2021/12. ISBN 9786267100523.
2. ↑  徐堉峰. . 台中市: 晨星出版社. 2013. ISBN 978-986-177-668-2.

## 外部連結
- 维基共享资源上的相關多媒體資源：玉帶黛眼蝶
- 維基物種上的相關：玉帶黛眼蝶